# Conarete crebra
Conarete crebra är en tvåvingeart som beskrevs av Pritchard 1951. Conarete crebra ingår i släktet Conarete och familjen gallmyggor.
Artens utbredningsområde är Minnesota. Inga underarter finns listade i Catalogue of Life.